# Cadéac
Cadéac település Franciaországban, Hautes-Pyrénées megyében. Lakosainak száma 304 fő (2022. január 1.). Cadéac Arreau, Ancizan, Barrancoueu, Grézian és Lançon községekkel határos.

## Népesség
A település népességének változása:
| Lakosok száma | 294  | 315  | 316  | 305  | 300  | 299  | 298  | 297  | 304  |
|               | 2013 | 2015 | 2016 | 2017 | 2018 | 2019 | 2020 | 2021 | 2022 |